# 早坂一郎
早坂一郎（日语：／ Hayasaka Ichirō，1891年12月6日—1977年8月19日）是一名日本古生物學家和地質學家，曾任島根大學校長、日本學術會議成員。

## 生平
早坂一郎1891年（明治24）12月8日生於宮城縣仙台市，父親為宮城女學校的數學老師早坂哲郎，母親為早坂柳子，是為家中長子。
早坂一郎是土生土長的東北人，先後就讀仙台市立東二番丁小學校、東北學院中等部、第二高等學校（舊制）。1912年（大正元年）進入東北大學理學部地質學科古生物學教室就讀，為第一期生，1915年獲地質學士。進入同大學的大學院（研究所）後，從事「支那地理之研究」，中途曾經退學。1919年升任講師，擔任矢部教授之助理，研究新潟縣糸魚川中古生代的青海石灰岩，1920年取得東北帝國大學理學博士學位，翌年升任助教授。:103-123
1926年，早坂轉任臺灣總督府高等農林學校（今國立中興大學）教授，隨即以「在外研究員」身分赴歐美研究2年，1928年受聘為臺北帝國大學理農學部擔任地質學講座教授。1930年代為配合日本的南進政策，他前去帝汶、海南島等地探勘。他在1940至1941年間回台，擔任臺北帝國大學理農學部長。:163-178
戰後留任國立臺灣大學理學院教授並兼任台灣省海洋研究所研究員至1949年，於該年八月遭解除徵用並遣返回日。返回日本後，曾任金澤大學、北海道大學教授、島根大學校長、东京女子体育大学教授、玉川大学講師、島根大學名譽教授。日本政府為表彰其為教育、研究之貢獻，於1966年頒其勳二等瑞寶章。:180-197
1966年，早坂一郎及其妻受臺北帝國大學地質學系之校友邀請來台訪問2週。隔年因事故而臥床不起，期間出版回憶錄《角板岩之心》。:197-205

## 研究

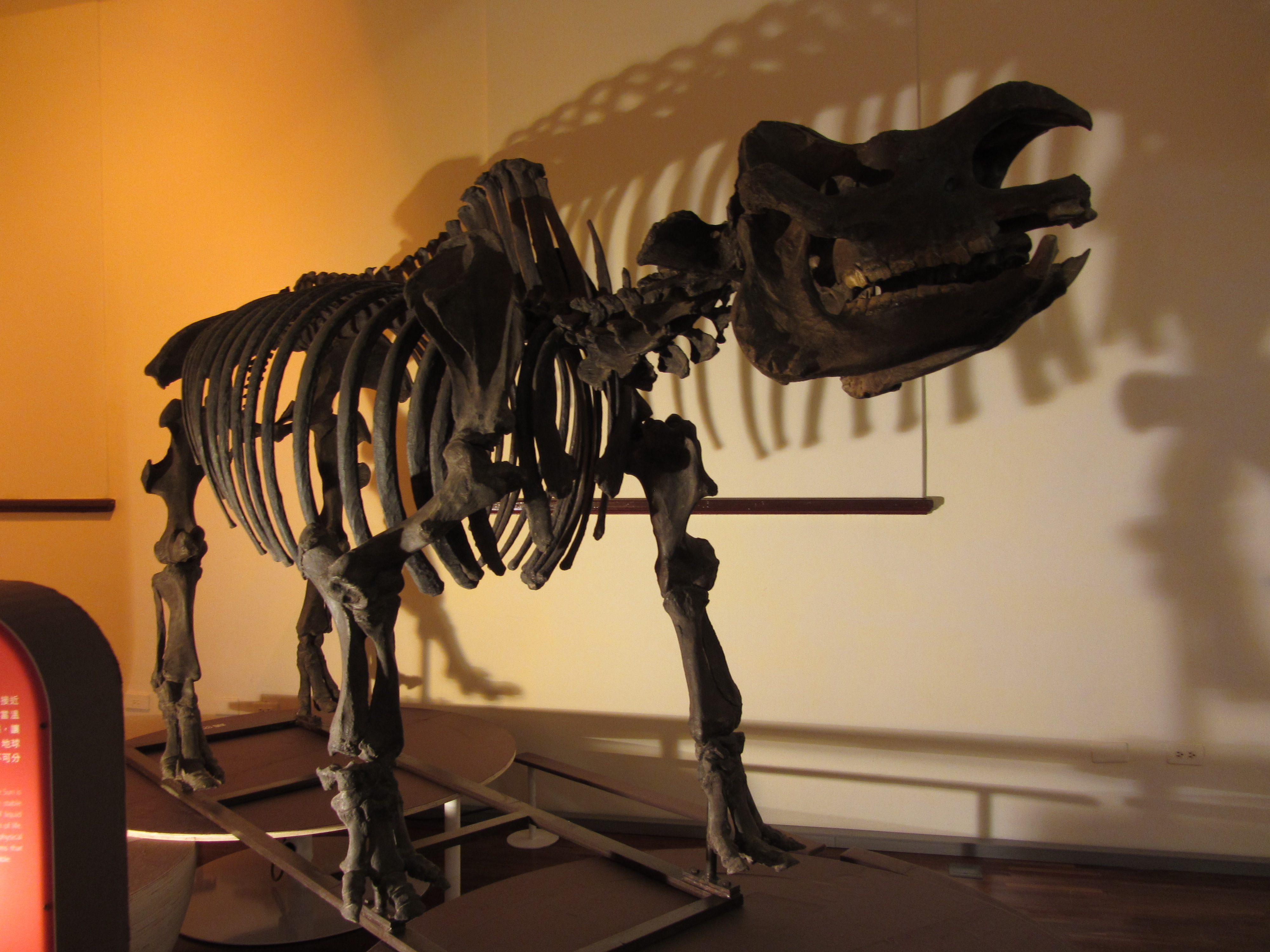
以早坂一郎命名的早坂犀牛，現存於國立臺灣博物館。

早坂一郎以古生物化石研究、地質學為人所知，尤其是海峽兩岸、朝鮮半島的第三紀動物化石。而他也在台灣進行詳盡的溫泉、地震、火山調查且進行觀光、防災等推廣。他也曾任日本地質學會會長。 :126-162

## 外部連結
- 《日本大百科全書》 「早坂一郎」、石山洋
- . 東北大学.   [2010-03-02]. （原始内容存档于2008-05-21）.
- . 東北大学.   [2010-03-02]. （原始内容存档于2019-08-12）.
- . 國立臺灣大學地質學系.   [2012-07-27]. （原始内容存档于2016-03-04）.
- . 國立臺灣博物館.   [2012-12-02]. （原始内容存档于2013-05-30）.